# Château Fadaise
Le Château Fadaise est un édifice civil de la ville de Nîmes, dans le département du Gard et la région Languedoc-Roussillon. Il est inscrit monument historique depuis 1964.

## Localisation
L'édifice est situé 12 rue Porte-de-France, au sud-ouest de l'église Saint-Paul.

## Historique
Cet hôtel particulier fut construit en 1682 probablement par l'architecte Gabriel Dardailhon, pour Pierre de Serres, seigneur de Saint-Côme. Son surnom ne date que du XVIIIe siècle et n'est pas explicable de façon sûre (féérique, fou, folie, en référence à l'incongruité de cet édifice dans un environnement alors semi-rural).

## Architecture
Une galerie lie deux avant-corps. Des colonnes corinthiennes gracieuses et une frise de rinceaux de style italien font penser à la Maison Carrée.